# U-209
Unterseeboot 209 foi um submarino alemão do Tipo VIIC, pertencente a Kriegsmarine que atuou durante a Segunda Guerra Mundial.

## Comandantes
| Comandante             | Data                                      |
| ---------------------- | ----------------------------------------- |
| Kptlt. Heinrich Brodda | 11 de outubro de 1941 - 7 de maio de 1943 |

## Subordinação
Durante o seu tempo de serviço, esteve subordinado às seguintes flotilhas:
| Período                                         | Flotilha                                  |
| ----------------------------------------------- | ----------------------------------------- |
| 11 de outubro de 1941 - 28 de fevereiro de 1942 | 6. Unterseebootsflottille (treinamento)   |
| 1 de março de 1942 - 30 de junho de 1942        | 6. Unterseebootsflottille (serviço ativo) |
| 1 de julho de 1942 - 28 de fevereiro de 1943 1  | 1. Unterseebootsflottille (serviço ativo) |
| 1 de março de 1943 - 7 de maio de 1943          | 1. Unterseebootsflottille (serviço ativo) |

## Operações conjuntas de ataque
O U-209 participou das seguinte operações de ataque combinado durante a sua carreira:
- Rudeltaktik Ziethen (23 de março de 1942 - 29 de março de 1942)
- Rudeltaktik Eiswolf (29 de março de 1942 - 31 de março de 1942)
- Rudeltaktik Robbenschlag (7 de abril de 1942 - 14 de abril de 1942)
- Rudeltaktik Blutrausch (15 de abril de 1942 - 15 de abril de 1942)
- Rudeltaktik Greif (16 de maio de 1942 - 29 de maio de 1942)
- Rudeltaktik Boreas (19 de novembro de 1942 - 7 de dezembro de 1942)
- Rudeltaktik Meise (25 de abril de 1943 - 27 de abril de 1943)
- Rudeltaktik Star (27 de abril de 1943 - 4 de maio de 1943)
- Rudeltaktik Fink (4 de maio de 1943 - 6 de maio de 1943)